# Acraea servona
Acraea servona är en fjärilsart som beskrevs av Aurivillius 1898. Acraea servona ingår i släktet Acraea och familjen praktfjärilar. Inga underarter finns listade i Catalogue of Life.